# قطيفة شائكة
قُطيفة شائكة (الاسم العلمي: Amaranthus spinosus)، نوع نبات من جنس القطيفة، موطنها الأمريكتان الاستوائية، ولكنه موجود في معظم القارات بوصفه نوع مُدخل وأحيانًا يكون من الحشائش ضارة. يمكن أن يكون حشيشًا خطيرًا في حقول زراعة الأرز في آسيا.